# Profasis
Profasis a také Prophasis (řecky: Πρόφασις – Prófasis) je v řecké mytologii bohyně a personifikace omluvy. Básník Pindaros jí v Pýthijské ódě uvádí jako dceru titána Epiméthea. Pindaros neuvádí její matku avšak je možné že její matkou je Epimétheova manželka Pandóra. Je sestrou Pyrrhy a Efyry.